# 麥克萊冰川
81°2′S 158°49′E / 81.033°S 158.817°E
麥克萊冰川（英語：McLay Glacier）是南極洲的冰川，位於奧次地，處於邱吉爾山脈地區，北岸有鄧福德山和利亞德山，南岸有布拉德肖峰，最終注入納瑟里冰川，現時由南極條約體系管理。